# Dreamless Slumber
Dreamless Slumber è il centotredicesimo album in studio del chitarrista statunitense Buckethead, pubblicato il 3 ottobre 2014 dalla Hatboxghost Music.

## Il disco
Ottantatreesimo disco appartenente alla serie "Buckethead Pikes", si tratta del primo degli otto album pubblicati dal chitarrista durante il mese di ottobre 2014 e contiene il brano omonimo, una suite divisa in nove parti.

## Tracce
Musiche di Buckethead.
1. Dreamless Slumber Part One – 2:29
2. Dreamless Slumber Part Two – 4:39
3. Dreamless Slumber Part Three – 3:09
4. Dreamless Slumber Part Four – 3:47
5. Dreamless Slumber Part Five – 2:37
6. Dreamless Slumber Part Six – 3:20
7. Dreamless Slumber Part Seven – 4:26
8. Dreamless Slumber Part Eight – 3:05
9. Dreamless Slumber Part Nine – 1:24

## Formazione
- Buckethead – chitarra, basso, programmazione